# Kajimunugatai
Kajimunugatài: racconti di vita e di morte portati dal vento (カジムヌガタイ 風が語る沖縄戦?, Kajimunugatài: kaze ga kataru okinawa-sen) è un manga scritto e disegnato da Susumu Higa, pubblicato in Giappone da Kōdansha nel 2003 e in Italia da d/visual nel 2005.
L'opera consiste di una raccolta di sei racconti, tutti ambientati nelle isole dell'arcipelago delle Ryūkyū durante la Seconda guerra mondiale. Insieme ai documenti e agli approfondimenti d'intermezzo, danno uno spaccato delle terribili condizioni di vita cui erano costrette le popolazioni di quelle isole durante la guerra, strette tra l'esercito dei nemici statunitensi e quello dei dominatori giapponesi.
Nel 2003 il manga è stato dichiarato miglior manga dell'anno dal ministero giapponese della cultura ed ha vinto il Grand Prize al 7º Japan Media Arts Festival.